# Marco Schank
Pour les articles homonymes, voir Schank.
Marco Schank, né le 10 octobre 1954 à Ettelbruck (Luxembourg), est un écrivain, auteur de roman policier et un homme politique luxembourgeois, secrétaire-général du Parti populaire chrétien-social (CSV) de 2006 à 2009.

## Biographie

### Études et formations
Marco Schank fait des études secondaires au Lycée classique de Diekirch (lb) et obtient le diplôme de fin d'études en 1974. Il voyage ensuite pendant un an, travaille dans un village d'enfants et dans un centre de réinsertion pour délinquants et suit en parallèle une formation d'éducateur . Il entame une formation comme éducateur à l'Institut supérieur d'études et de recherches pédagogiques (lb) (ISERP) de Walferdange qu'il doit arrêter pour se consacrer à ses trois enfants. 

### Activité professionnelle
De 2000 à 2009, il exerce la fonction de président de l'Office national du tourisme (lb) (ONT). De plus, jusqu'en 2009, il est président du Syndicat pour l'aménagement et la gestion du parc naturel de la Haute-Sûre.

### Parcours politique
En ce qui concerne la politique locale, Marco Schank est d'abord conseiller communal de 1982 à 1994 puis bourgmestre de la commune de Heiderscheid de 1994 à 2009. Le 1er janvier 2012, la commune d'Esch-sur-Sûre, comprenant les sections d'Esch-sur-Sûre et Heiderscheidergrund, fusionne avec les communes de Heiderscheid et Neunhausen. La section d’Esch-sur-Sûre perd son statut de chef-lieu de commune au profit d'Eschdorf. À la suite des élections communales de 2017, il est nommé bourgmestre de la commune d'Esch-sur-Sûre à laquelle Heiderscheid est rattachée depuis la fusion effectuée en 2011.
Il se porte candidat aux élections législatives de 1989 dans la circonscription Nord sur la liste D'Ekologisten fir den Norden (en français : les écologistes du Nord). Bien qu'il recueille le plus de suffrages sur cette liste, ce n'est pas suffisant pour décrocher un mandat parlementaire. Il rejoint le CSV en 1994 et succède à Édouard Juncker (lb) qui meurt en fonction. Membre de la Chambre des députés de 1999 à 2009, il y exerce entre autres la fonction de président de la commission des Affaires intérieures et de l'Aménagement du territoire. Il retrouve un siège de député en décembre 2013, à la suite d'élections législatives anticipées ayant renvoyé son parti dans l'opposition, il est alors membre de plusieurs commissions parlementaires et préside la commission des pétitions. En juillet 2020, il annonce présenter sa démission à la législature nationale dans une lettre envoyée au président de la Chambre des députés pour le 13 octobre prochain afin de se concentrer pleinement sur son travail de bourgmestre et « laisser la place aux jeunes »,,. 
Du 23 juillet 2009, au 4 décembre 2013, Marco Schank est nommé ministre du Logement et ministre délégué au Développement durable et aux Infrastructures dans le gouvernement de coalition entre le Parti chrétien-social (CSV) et le Parti ouvrier socialiste luxembourgeois (LSAP) dirigé par Jean-Claude Juncker.

### Vie privée
Il est marié à Edmée Bisdorff avec qui il a trois enfants.

## Décoration
- Grand officier de l'ordre de la Couronne de chêne[12] (Luxembourg, 2014)

## Publications

### Pièces de théâtre
- (lb) Däiwelskapp d'Wonnermeedche vun Eschdöerf : Theaterstéck an 3 Akten, Op der Lay (no 158), 2009, 62 p. (ISBN 978-2-87967-163-5 et 2-87967-163-9, OCLC 723904526, lire en ligne).
- (lb) De Lederbarong di opstännisch Geerwer voa Wooltz : Theaterstéck an 2 Akten, Op der Lay (no 164), 2011, 80 p. (ISBN 978-2-87967-174-1 et 2-87967-174-4, OCLC 881616309, lire en ligne).
- (lb) Stol a Goss : Theaterstéck an 3 Akten., Op der Lay (no 172), 2013, 72 p. (ISBN 978-2-87967-187-1 et 2-87967-187-6, OCLC 865468014, lire en ligne).

### Romans policiers
- (de) Die Schalen des Zorns : Kriminalgeschichte aus dem Grossherzogtum Luxemburg des Jahres 1852, Op der Lay (no 119), 2004, 4e éd. (1re éd. 1996), 224 p. (ISBN 2-87967-044-6 et 9782879670447, OCLC 41919384, lire en ligne).
- (de) Die Stunde der Ernte : Kriminalroman aus dem Jahre 1897, Op der Lay (no 123), 2008, 4e éd. (1re éd. 1998), 261 p. (ISBN 978-2-87967-058-4 et 2879670586, ISSN 0140-6736, OCLC 672421650, PMID 87967, lire en ligne).
- (de) Das Vermächtnis des Propheten, Op der Lay (no 130), 2003, 2e éd. (1re éd. 2001), 272 p..
- (de) Todesengel : kurze Kriminalgeschichten aus Luxembourg, Op der Lay (no 168), 2011, 136 p. (ISBN 978-2-87967-179-6 et 2879671795, OCLC 869555108, lire en ligne).

### Affaires du commissaire Mathieu
- (de) Die Dornen-Frauen, Op der Lay (no 135), 2006 (1re éd. 2002), 272 p. (ISBN 978-2-87967-097-3 et 2-87967-097-7, OCLC 263409754, lire en ligne).
- (de) Die Kinder des Bösen, Op der Lay (no 140), 2004, 288 p. (ISBN 978-2-87967-114-7 et 2-87967-114-0, OCLC 261403478, lire en ligne).
- (de) Mao und die Anderen, Op der Lay (no 146), 2006, 280 p..
- (de) Todeswasser, Op der Lay (no 156), 2008, 272 p. (ISBN 978-2-87967-158-1 et 2-87967-158-2, OCLC 444890424, lire en ligne).
- (de) Todfeind, Op der Lay (no 180), 2015, 279 p..
- (de) Damit die Nacht vergeht, Op der Lay (no 189), 2018.